# Wings
Wings (tudi Paul McCartney and Wings) je bila angloameriška rock skupina, ki jo je leta 1971 ustanovil nekdanji član Beatlov, Paul McCartney. Poleg njega so prvo zasedbo sestavljali še njegova žena Linda, bobnar Denny Seiwell in kitarist Denny Laine. Skupina je bila znana po stalnem menjavanju članov. Tako so v desetih letih obstoja zamenjali štiri bobnarje in tri solo kitariste. Pri vseh zasedbah pa je deloval trio Paul, Linda in Denny Laine.
Prva dva albuma Wingsov Wild Life in Red Rose Speedway sta bila manj uspešna kot McCartneyjevo delo pri Beatlih. Po izdaji skladbe iz filma Jamesa Bonda »Live and And Let Die«, sta McCullough, ki se je skupini pridružil pri albumu Red Rose Speedway, in Seiwell zapustila skupino. McCartneyjea in Denny Laine so nato izdali album Band on the Run, ki je bil komercialno zelo uspešen, singla »Jet« in »Band on the Run« pa sta bila uvrščena med deset najboljših. Po izdaji albuma sta v skupino prišla kitarist Jimmy McCulloch in bobnar Geoff Britton (kmalu ga je zamenjal Joe English). V takšni zasedbi je skupina izdala albuma Venus and Mars in Wings at the Speed of Sound.
Leta 1977 je skupinin singl »Mull of Kintyre« dosegel vrh britanske lestvice singlov, prav tako pa je postal najbolje prodajan britanski singl vseh časov. V skupini je znova prišlo do zamenjave. Odšla sta McCulloch in English. Skupina je zopet kot trio posnela album London Town. Po izdaji albuma sta se skupini pridružila kitarist Laurence Juber in bobnar Steve Holley. Zadnji album Back to the Egg s slabimi kritikami ni doživel uspeha. Med promocijsko turnejo, je bil McCartney na Japonskem aretiran zaradi posedovanja Kanabisa. Kljub temu, da je živa verzija skladbe »Coming Up« v ZDA dosegla vrh lestvice, se je skupina razšla leta 1981.

## Zgodovina

### 1970–71: Predhodna zasedba
Po razpadu Beatlov leta 1970, je McCartney posnel dva solo albuma: McCartney (1970)  in Ram (1971) . Po poroki z Lindo je McCartney vztrajal, da bi se mu ona mogla pridružiti na glasbenih projektih, da bi lahko bila na turnejah skupaj . Album Ram je McCartney posnel v New Yorku. Kot bobnarja je izbral Dennyja Seiwella, kot kitarista pa Davida Spinozzo. Ker Spinozza zaradi drugih studijskih obveznosti ni mogel igrati z njim, je na njegovo mesto prišel Hugh McCracken.

### 1971–73: Prva zasedba
Po izdaji albuma Ram se je McCartney odločil, da ustanovi novo skupino. Seiwell je njegovo povabilo sprejel, McCracken pa ga je zavrnil, zato je McCartney povabil Dennyja Laineja, ki ga je poznal že od prej. Laine je ravno delal na svojem solo albumu ko ga je McCartney poklical in ga povabil v svojo skupino. Laine je načrte o svojem albumu preložil in se pridružil skupini. Avgusta 1971 je skupina posnela prvi album Wild Life, ki je izšel 7. decembra 1971. Ime skupine je izbral McCartney, ko je molil v porodnišnici, kjer je Linda rojevala hčerko Stello. V filmu Wingspan je McCartney pojasnil, da je Stellino rojstvo bilo zelo dramatično . Ob rojstvu so se pojavile komplikacije in kmalu bi tako Linda kot Stella umrli. Med njegovo molitvijo so se mu v mislih pojavila »krila« (angleško wings). Tako je svojo skupino poimenoval s tem imenom .
Zaradi želje po spontanosti, je bilo pet skladb z albuma Wild Life posneto v prvem poskusu. Kritiki niso imeli najboljšega mnenja o albumu. 24. januarja 1972 je v skupino prišel nov kitarist Henry McCullough. Skupina se je v novi zasedbi takoj podala na turnejo po britanskih univerzah , kasneje pa še na manjšo turnejo po Evropi. Čeprav je bila to prva skupinina turneja po razpadu skupine The Beatles, Wingsi niso igrali nobene skladbe iz repertoarja Beatlov.
Februarja 1972 je skupina izdala singl "Give Ireland Back to the Irish", kar je bil skupinina reakcija na dogodke ob Krvavi nedelji (Bloody Sunday) . Skladba ni bila nikoli predvajana na BBC-ju in je bila na radiu BBC 1 imenovana samo kot »skladba skupine Wings« . Kljub kontroverznosti je skladba dosegla 16. mesto britanske lestvice  in 1. mesto na Irskem in v Španiji. Naslednji singl skupine je bila predelava otroške pesmi "Mary Had a Little Lamb", ki je bila uvrščena med 10 na britanski lestvici . Čeprav je večina kritikov menila, da je skladba sarkastična reakcija na prepoved skladbe "Give Ireland Back to the Irish", je bila v resnici McCartneyjev poskus, da bi posnel skladbo za otroke. Decembra so Wingsi izdali nov singl "Hi, Hi, Hi", ki je bil zopet prepovedan s strani BBC-ja, zaradi namigovanj na spolnost in droge . Singl je bil uvrščen med 5 najboljših na britanski lestvici .
Za naslednji album Red Rose Speedway, ki je izšel leta 1973, se je skupina preimenovala v »Paul McCartney and Wings«. Skladba z albuma "My Love" je dosegla prvo mesto ameriške lestvice . Album je bil izvorno mišljen kot set z dvema ploščama. Dve skladbi "Get On the Right Thing" in "Little Lamb Dragonfly" sta bili posneti še pred formalnim nastankom skupine Wings, med snemanjem albuma Ram. Med neizdanimi skladbami, ki jih je skupina posnela med snemanjem albuma Red Rose Speedway je bila tudi skladba, ki jo je napisala Linda McCartney, "Seaside Woman", ki je izšla leta 1977, pod psevdonimom skupine Wings "Suzy and the Red Stripes".
Malo pred koncem snemanja albuma Red Rose Speedway, oktobra 1972 je skupina posnela skladbo za Bondov film Live and Let Die , pri kateri sta moči zopet združila McCartney in George Martin. Skladba, ki je poleti 1973 izšla na singlu , je postala znana po vsem svetu in je postala del železnega repertoarja skupine Wings. Istega leta je McCartney posnel prvo oddajo James Paul McCartney, ki je prikazovala posnetke Wingsov iz studia in koncertov .
Po uspešni britanski turneji, ki je trajala od maja do junija 1973, so Wingsi odšli pripravljati skladbe za naslednji album. McCullough in Seiwell sta avgusta zapustila skupino, ki so jo sedaj sestavljali le oba McCartneyja in Laine. Naslednji album Band on the Run, ki je postal skupinin najuspešnejši album, tako posnela le omenjena trojica . Album je tako v ZDA, kot v Združenem kraljestvu dosegel prvo mesto na lestvici . Uspešni so bili tudi vsi trije singli z albuma: »Jet«, »Helen Wheels« in »Band on the Run«. Album je dobil zelo pozitivne kritike in  je malce izboljšal McCartneyjev izgled med kritiki.

### 1974–78: Druga zasedba
Po izdaji albuma Band on the Run, se je skupini pridružil kitarist Jimmy McCulloch. Prvi projekt, ki so se ga Wingsi skupaj z McCullochom lotili je bil album McGear , kjer so Wingsi sodelovali z McCartneyjevim mlajšim bratom Mikeom McGearom. Album ni doživel uspeha. Kmalu po izdaji tega albuma, se je Wingsom pridružil bobnar Geoff Britton. Skupina je v novi zasedbi odšla v Nashville, kjer je posnela singl "Junior's Farm" (B-stran: "Sally G") , kar je bil zadnji skupinin posnetek, ki je izšel pri založbi Apple Records. Obe skladbi s singla sta se uvrstila med 20 na ameriški lestvici. Wingsi so v Nashvillu posneli tudi singl "Walking in the Park with Eloise". Skladbo je napisal Paulov oče James .
Novembra 1974 v Londonu, so Wingsi začeli s snemanjem novega albuma. Album so dokončali v New Orleansu in ga poimenovali Venus and Mars . To je bil prvi skupinin album, ki je izšel pri ameriški založbi Capitol Records. Album je bil uspešen, singl "Listen to What the Man Said" pa je dosegel 1. mesto na ameriški lestvici singlov. Med selitvijo Wingsov v New Orleans, je skupino zapustil Geoff Britton, zamenjal pa ga je Joe English. Jeseni 1975 so Wingsi odšli na turnejo »Wings Over the World tour«. Turnejo so začeli v Bristolu, novembra so bili v Avstraliji, marca 1976 v Evropi, maja in junija v ZDA in septembra zopet v Evropi. Turnejo so zaključili v Londonu. Skupina na turnejo vzela tudi spremljevalno skupino, ki je bila sestavljena iz trobilcev, pihalcev in tolkalistov.
Med različnimi deli turneje, so Wingsi posneli album Wings at the Speed of Sound , ki je izšel konec marca 1976, ravno pred začetkom ameriškega dela turneje. Novost, ki se je pojavila na albumu je bila, da je vsak od petih članov skupine Wings, pel glavne vokale vsaj na eni skladbi. Pri obeh singlih "Silly Love Songs" in "Let 'Em In" je solo vokal sicer pel Paul McCartney. Štiri skladbe z albuma je skupina igrala na delu turneje, ki je potekal leta 1976. Eden izmed koncertov v Seattlu je bil posnet in je izšel kasneje kot Rockshow. Na ameriškem delu turneje je skupina posnela album v živo Wings over America, ki je bil peti zaporedni album Wingsov, ki je dosegel 1. mesto ameriške lestvice . Kot singl je izšla koncertna verzija McCartneyjeve skladbe "Maybe I'm Amazed", ki je že prej izšla na albumu McCartney I .
Po turneji si je skupina vzela premor. Kasneje v letu 1977 je skupina začela s snemanjem novega albuma. Snemanje je bilo enkrat prekinjeno zaradi Lindine nosečnosti, drugič pa zaradi odhoda McCullocha in Englisha. McCulloch je zaradi prekomerne uporabe heroina umrl že leta 1979 , Joe English pa je ustanovil lastno skupino Joe English Band.
Po njunem odhodu je skupina izdala McCartneyjevo in Lainejevo balado "Mull of Kintyre", skladbo o škotski obalni regiji, kjer je McCartney živel v začetku 70. let. Skladba je postala mednarodna uspešnica, edina skladba skupine Wings, ki je dosegla 1. mesto na britanski lestvici  in prvi singl, ki je presegel prodajo 2 milijonov. V ZDA singl ni bil uspešen, uvrstil se je komaj med Top 40 na ameriški lestvici.
Wingsi so leta 1978 znova kot trio izdali album London Town . Čeprav je na ovitku slika tria, je bila večina albuma posneta še z McCullochem in Englishem. Album je bil komercialno uspešen, postal pa je prvi album po Wild Life, ki na ameriški lestvici ni dosegel prvega mesta (dosegel je 2. mesto). Singl "With a Little Luck" je na ameriški lestvici dosegel 1. mesto in 5. mesto na britanski lestvici , singla "I've Had Enough" in "London Town" pa sta bila neuspešna tako v Združenem kraljestvu, kot v ZDA.

### 1978–81: Tretja zasedba
Kasneje v letu sta se Wingsom pridružila solo kitarist Laurence Juber in bobnar Steve Holley. Leta 1979 je McCartney podpisal pogodbo o snemanju nove plošče z založbo Columbia Records. Najprej so Wingsi posneli singl "Goodnight Tonight" (B-stran: "Daytime Nighttime Suffering"), ki se je uvrstil med top 5 na britanski in ameriški lestvici .  V nadaljevanju je skupina posnela svoj zadnji studijski album Back to the Egg, ki, čeprav je v ZDA postal platinast, ni bil uspešen . Vseboval je skladbo "Rockestra Theme" , ki je osvojila Grammyja . Skladbo je skupina posnela skupaj s številnimi gosti iz skupin The Who, Led Zeppelin in Pink Floyd . Z albuma so izšli trije singli: "Old Siam, Sir" (samo v Združenem kraljestvu), "Getting Closer", in "Arrow Through Me" (samo v ZDA). Večino leta 1979 so bili Wingsi neaktivni, ker je McCartney delal na svojem novem solo albumu McCartney II.
Novembra in decembra 1979 je skupina odšla na turnejo po Združenem kraljestvu. Wingsi so skupaj z zvezdniško zasedbo glasbenikov "Rockestra" nastopili na koncertu v podporo beguncem iz Kambodže. Med turnejo je skupina posnela živo verzijo McCartneyjeve skladbe "Coming Up", ki je sicer izšla na albumu McCartney II. Skladba je v ZDA postala že skupinina šesta št. 1 v tem letu.
Skupina je 16. januarja 1980 odšla na turnejo po Japonski. Takoj po prihodu v Tokio, so McCartneyja aretirali zaradi posedovanja 219 gramov marihuane, ki je bila skrita v McCartneyjevi prtljagi . Glasba Wingsov je bila zaradi tega prepovedana na vseh japonskih radijskih in televizijskih postajah . Za koncert je bilo prodanih 10.000 kart, vendar so bili vsi odpovedani dan po McCartneyjevi aretaciji . Ostali člani skupine, razen Linde, so se vrnili v Anglijo 21. januarja 1980 . McCartney je preživel deset dni v zaporu, 25. januarja pa je bil brez tožbe, iz zapora izpuščen in deportiran .
Po vrnitvi v Anglijo, je McCartney izdal svoj nov album McCartney II  in načrti za skupinino  jesensko turnejo po ZDA so bili opuščeni. Medtem je Denny Laine izdal singl "Japanese Tears", ustanovil Denny Laine Band, kjer je igral tudi Steve Holley in decembra izdal solo album Japanese Tears . Oktobra 1980 je McCartney začel delati na svojem naslednjem albumu Tug of War, ki ga je produciral George Martin. McCartney in Martin sta se odločila da, namesto skupine Wings, na snemanje povabita glasbene goste. Wingsi so se ponovno reaktivirali januarja 1981, da bi naredili album Cold Cuts, ki je vseboval prej neizdane skladbe skupine , Denny Laine pa je naprej sodeloval na snemanju McCartneyjevega albuma Tug of War, vendar je 27. aprila 1981 sporočil, da zapušča skupino Wings zaradi McCartneyjeve nenaklonjenosti turnejam ob smrti Johna Lennona .

### Suzy and the Red Stripes
Suzy and the Red Stripes je bil psevdonim, ki ga je skupina uporabila pri izdaji singla Linde McCartney in Wingsov "Seaside Woman" leta 1977. To je bila edina izdaja Wingsov pod drugim imenom. Linda je povedala, da je ime prišlo, ker so jo na Jamajki klicali »Suzi« zaradi odlične reggae verzije skladbe »Suzi Q«, Red Stripe pa je ena izmed vodilnih jamajških znamk piva.

### Delne ponovne obuditve
Marca 1997 so se Denny Laine, Lawrence Juber in Steve Holley ponovno združili kot skupina Wings na festivalu Beatlefest convention v East Rutherfordu, New Jersey . Deset let kasneje, julija 2007 so se Laine, Juber in Seiwell zbrali še za en festival Beatlefest convention v Las Vegasu. Med drugimi skladbami, so izvedli "Band on the Run", "Mull of Kintyre" in "Go Now". Laine je kasneje dejal, da so vsi trije razmišljali o turneji. Laine in Seiwell sta še enkrat nastopila na festivalu The Fest For Beatles Fans v Secaucusu, New Jersey, marca 2010. Avgusta istega leta pa se jima je v Chicagu pridružil še Juber.
Omenjeni trije so zopet igrali skupaj na festivalu The Fest For Beatles Fans, v Los Angelesu oktobra 2014 . Med drugimi so zaigrali tudi "Hi Hi Hi", "Live and Let Die" in "Rockestra Theme".

## Člani skupine

### Zasedbe
| 1971–1972 | - Paul McCartney – vokal, bas kitara, kitara, klaviature - Linda McCartney – vokal, klaviature - Denny Laine – vokal, kitara, bas kitara, klavir - Denny Seiwell – bobni, tolkala                                                    |
| 1972–1973 | - Paul McCartney – vokal, bas kitara, kitara, klaviature - Linda McCartney – vokal, klaviature - Denny Laine – vokal, kitara, bas kitara, klavir - Henry McCullough – vokal, kitara - Denny Seiwell – bobni, tolkala                 |
| 1973–1974 | - Paul McCartney – vokal, bas kitara, kitara, klaviature, bobni - Linda McCartney – vokal, klaviature - Denny Laine – vokal, kitara, bas kitara, klavir                                                                              |
| 1974–1975 | - Paul McCartney – vokal, bas kitara, kitara, klaviature - Linda McCartney – vokal, klaviature - Denny Laine – vokal, kitara, bas kitara, klavir - Jimmy McCulloch – vokal, kitara, bas kitara - Geoff Britton – bobni, tolkala      |
| 1975–1977 | - Paul McCartney – vokal, bas kitara, kitara, klaviature - Linda McCartney – vokal, klaviature - Denny Laine – vokal, kitara, bas kitara, klavir - Jimmy McCulloch – vokal, kitara, bas kitara - Joe English – vokal, bobni, tolkala |
| 1977–1978 | - Paul McCartney – vokal, bas kitara, kitara, klaviature, bobni - Linda McCartney – vokal, klaviature - Denny Laine – vokal, kitara, bas kitara, klavir                                                                              |
| 1978–1981 | - Paul McCartney – vokal, bas kitara, kitara, klaviature - Linda McCartney – vokal, klaviature - Denny Laine – vokal, kitara, bas kitara, klavir - Laurence Juber – vokal, kitara - Steve Holley – vokal, bobni, tolkala             |

## Diskografija

### Studijski albumi
- Wild Life (1971)
- Red Rose Speedway (1973)
- Band on the Run (1973)
- Venus and Mars (1975)
- Wings at the Speed of Sound (1976)
- London Town (1978)
- Back to the Egg (1979)

### Albumi v živo
- Wings over America (1976)

### Kompilacijski albumi
- Wings Greatest (1978)
- Wingspan: Hits and History (Paul McCartney)(2001)